# Едуар Бранлі
Едуар Бранлі (фр. Édouard Eugène Désiré Branly; 23 жовтня 1844 — 24 березня 1940) — французький винахідник, фізик та інженер. Один із винахідників радіо, першим використав цей термін.

## Біографія
Народився в Ам'єні. Закінчив Вищу нормальну школу (1868). З 1873 — доктор філософії, з 1882 — доктор медицини. З 1875 по 1897 професор фізики, c 1897 по 1916 — професор медицини в Католицькому університеті (Париж). Член Французької академії наук (1911).
Займався різними дослідженнями в галузі електротехніки. Одним з винаходів Бранлі було створення радіокондуктора — приладу для реєстрації електромагнітних хвиль. Пізніше цей прилад отримав назву когерер (1890). Радіокондуктор, або «трубка Бранлі», представляв собою скляну трубку, наповнену металевою стружкою, яка могла різко і набагато, в кілька сот разів, міняти свою провідність (електричний опір) під впливом радіосигналу.